# Фастів (танкер)
Фастів (англ. Tanker "Fastiv", бортовий номер U760, від 2018 A760) — малий морський танкер проекту 1844, який входить до складу Військово-морських сил України, названий на честь районного центру Київської області — міста Фастів. Більшу частину свого часу базувався у Стрілецькій бухті Севастополя. Після російського вторгнення до Криму 2014 року, перебазований в порт Одеси.

## Історія
На початку 70х років 20-го століття для постачання пально-мастильними матеріалами кораблів і суден ВМФ СРСР на рейдах і в гаванях, було ухвалено рішення розпочати великосерійне будівництво рейдових танкерів вантажопідйомністю близько 500 тонн. Проект цього судна було розроблено ЦКБ «Вимпел», головний конструктор — Мітюгов В. П., спостерігаючий від ВМФ — капітан 1-го рангу Макшанчіков Ю. Д.. Серійне будівництво цих танкерів було розгорнуто на Суднобудівному заводі в м. Херсоні, а також в м. Хабаровськ з 1972 року. Всього до 1987 року було побудовано 26 суден цього проекту і його модифікацій.
Малий морський танкер «ВТН-38» було побудовано в Херсоні на судноремонтному заводі ім. Комінтерну (заводський № 102) 1981 року, він увійшов до складу Чорноморського флоту.
1 серпня 1997 року за результатами розподілу Чорноморського флоту відійшов Україні. Був включений до складу ВМС України та отримав нову назву —  «Фастів» на честь міста обласного значення у Київській області. Судну присвоїли бортового номера «U760». Базувалося на Стрілецьку бухту Севастополя. Організаційно входив до 18-го Дивізіону суден забезпечення.

### Після російського вторгнення
20.03.2014 р. на судні було спущено прапор ВМС ЗС України і піднято прапор ВМФ Росії.
11.04.2014 року, танкер «Фастів» без прапорів розпізнавання було виведено з Севастополя російськими буксирами за межі 12-ти мильної територіальної зони, де було передано українському цивільному буксирові «Бакай» (Одеса) для буксирування в Одесу. З того часу судно базувалося там.
У 2018 році, в рамках переведення кораблів та суден на нову систему бортових номерів, судно отримало префікс «А», що означає його належність до допоміжного флоту.
Протягом довгого періоду служби у ВМС України танкер у більшості знаходився біля причальної стінки. Виходи в море були рідкістю. Судно технічно не обслуговувалося та не ремонтувалося. Не вдалося знайти підтвердження проведення хоча б одного докового ремонту корпусу за весь період служби судна у ВМС України. Неналежне та не регулярне технічне обслуговування призвело до зношення більшості систем та механізмів. Після 2014-го року судно перебувало в Одесі. За період з 2014-го року до моменту списання здійснило лічені виходи в море під час одного з який трапилася аварійна ситуація, яка мало не призвела до затоплення судна. При цьому, швидкість ходу була мінімальна, дальність ходу, через аварійний стан судна була обмеженою, а сам корпус давав регулярні течі. Фактично, вихід в море «Фастова» — був небезпечним для самого екіпажу.
16 вересня 2019 року, наказом Міністра оборони України № 494 судно було списано зі складу ВМС ЗС України.
05 червня 2020 року, списаний танкер «Фастів», внаслідок розгерметизації корпусу, ліг на борт в пункті базування ВМС ЗС України в Очакові.